# ARC Gorgona
L'ARC Gorgona (pennant number : BO-154) est un navire océanographique de la marine nationale colombienne, en service de 1955 à 2022. Il tire son nom de l’île Gorgona, située dans l'océan Pacifique.

## Conception
Sa longueur hors tout est de 42 mètres et sa largeur est de 12 mètres. Sa vitesse maximum est de 12,2 nœuds.
L’ARC Gorgona dispose d’un équipage hautement qualifié et formé pour effectuer divers types d’opérations océanographiques en mer. Il possède des échosondeurs monofaisceaux et multifaisceaux pour effectuer des relevés bathymétriques des eaux pélagiques intermédiaires et profondes, qui ont permis de produire des cartes de navigation des côtes colombiennes, comme cela a été fait dans la mer des Caraïbes et dans l’océan Pacifique,,.

## Engagements
L’ARC Gorgona a été construit en Suède. En 1953, afin de grossir sa flotte de l’époque et d’acquérir un navire qui contribuerait à l’entretien et à l’installation d’aides à la navigation sur les côtes du pays, la marine colombienne a commandé la construction d’un bateau-phare à la société suédoise AGA-FANO qui lance le projet dans son chantier naval de Lidingö (Lidingoverken), à quelques kilomètres de Stockholm. La construction du navire a commencé à la fin de l’année 1953. Le navire a commencé ses premiers essais en mer à la fin du mois de novembre 1954 et la construction du navire s’est terminée le 28 janvier 1955. Il a alors rejoint officiellement la marine colombienne sous le commandement du capitán de corbeta Aurelio Perico Valderrama, qui a été nommé par la marine colombienne pour emmener le navire en Colombie.
Son premier voyage lui a fait rejoindre Carthagène en Colombie via la mer Baltique, la mer du Nord, la Manche et l’océan Atlantique, avec des escales dans les ports du Havre, de Lisbonne, de Madère et Porto Rico. A l’origine la couleur de sa coque était grise, il a été affecté à des tâches de soutien à la Force navale de l’Atlantique. Sa première opération a été la recherche des membres d’équipage de l’ARC Caldas tombés à la mer le 28 février 1955. Dès sa construction, le navire se distingue par le fait d’avoir la plus grande grue de levage à bord d’un navire de la marine colombienne (10 tonnes). Plus tard, le navire a été transféré à la Force navale du Pacifique, et a continué à assurer des tâches de soutien en tant que navire organique de la Direction maritime générale (Dimar). En 1991, il a changé de mission, passant au rôle de navire océanographique. Il a donc été ordonné que sa coque soit repeinte en blanc,.
En 2004, la DIMAR a pris la décision d’effectuer un important processus de remotorisation et de maintenance de l’ARC Gorgona au chantier naval COTECMAR de Carthagène-Bocagrande. Ce processus de modernisation s’est déroulé entre 2004 et 2007, et la société ALROS NAVAL a contribué à ce grand carénage. La structure et l’équipement du navire ont été modifiés, une quasi reconstruction, avec le remplacement de 90 % de la coque et de 100 % des superstructures, l’ajout d’un deuxième pont, le remplacement des moteurs de propulsion et des générateurs électriques, et l’automatisation de plusieurs des systèmes auxiliaires qui composent le navire (pilote automatique, propulsion et générateurs). Les systèmes existants ont été améliorés, comme l’incorporation d’une grue d’une capacité allant jusqu’à 10 tonnes de levage. Cette rénovation a conféré au navire une vitesse augmentée, passant de 8 à 12 nœuds. De même, l’équipement de navigation a été entièrement rénové et les conditions de vie à bord et les équipements ont été améliorés, avec une plus grande autonomie et des capacités d’hébergement accrues.
Depuis 2013, après avoir été doté d’un treuil océanographique, d’une rosette de prélèvement et de capteurs de conductivité, de température et de pression (CTD), le navire est devenu une plate-forme scientifique chargée de la réalisation de l’Étude Régionale du Phénomène El Niño (ERFEN), une mission menée par la Direction maritime générale dans le cadre des engagements pris par la Colombie vis-à-vis de la Commission permanente du Pacifique Sud (CPPS),.
Les réparations les plus récentes du navire ont commencé en juin 2015, lorsque des travaux ont été effectués pour changer ses hélices et entretenir les moteurs de propulsion, les générateurs, le système de direction, les systèmes automatiques et la navigation, entre autres. Ces réparations majeures ont permis de lui donner un niveau de sécurité conforme aux normes internationales.
Le 9 décembre 2015, après avoir terminé ses travaux de réparation, l’ARC Gorgona, commandé par le capitaine de corvette Alejandro Sanín Acevedo, a appareillé de Carthagène. Au cours de la navigation, une cérémonie a eu lieu avec remise d’insignes de spécialité à un membre de l’équipage. Le navire océanographique est arrivé le 16 décembre 2015 au port de Buenaventura, Valle del Cauca, pour poursuivre sa mission dans les eaux du Pacifique colombien.
Parmi les opérations les plus importantes que l’ARC Gorgona a menées au cours de ses six décennies de service, il y a la participation au projet Nariño (projet de coopération internationale) en 1973, la participation à la construction de la base navale ARC Málaga, des projets de recherche tels que l’étude du cœur de la baleine et diverses opérations de recherche avec le Centre de recherche océanographique et hydrographique du Pacifique. Il a également réalisé des relevés bathymétriques, l’installation et la récupération de bouées houlomotrices ainsi que leur entretien et leur vérification, des études de zones, de caractéristiques côtières, de qualité de l’eau, entre autres. En tant que bateau-phare, il a participé aux travaux de signalisation des chenaux d’accès à Buenaventura, Malaga et Tumaco, à l’entretien des phares du Pacifique et des bouées qui signalent l’entrée des canaux navigables dans certaines villes du Pacifique colombien telles que Guapí, Iscuandé et Bocas de Satinga, entre autres,.
L’ARC Gorgona a été désarmé le 10 juin 2022 lors d’une cérémonie militaire présidée par le commandant de la Force navale du Pacifique sur la base navale ARC Malaga, après avoir accompli 67 ans de service dans la marine colombienne.

## Commandants
L’ARC Gorgona a eu comme commandant Juan Camilo Forero Hauzeur, qui a également occupé les postes de chef d’état-major de la Force navale du Pacifique, d’attaché naval en Allemagne et aux Pays-Bas, de directeur adjoint de l’Académie navale « Almirante Padilla », d’aide de camp du vice-président et de chef des projets spéciaux et de la zone de protection maritime et portuaire. Il a aussi été capitaine de port, chef de la marine marchande et des côtes, secrétaire général, et commandant du patrouilleur ARC San Andrés. Il fait partie des cinq vice-présidents de la Commission océanographique intergouvernementale (COI) de l’UNESCO, élus tous les deux ans à titre personnel par l’Assemblée parmi les ressortissants des États membres de chacun des cinq groupes électoraux.
L’ARC Gorgona a aussi été commandé par Guillermo E. Barrera, qui est devenu ensuite amiral et 
commandant de la Marine colombienne de 2006 à 2010 sous la présidence d’Álvaro Uribe. Après 40 ans de service dans la marine colombienne, l’amiral Barrera a pris sa retraite en 2011 et est allé au U.S. Naval War College, où il a obtenu son diplôme en 1993 et où il est devenu professeur.
En août 2016, le navire était sous le commandement de Rossny Carranza, la première femme à commander un navire océanographique de la marine colombienne.